# John Ching Hsiung Wu
John Ching Hsiung Wu  (también John CH Wu ; chino tradicional : 吳經熊; pinyin : Wu Jingxiong ) (nacido el 28 de marzo de 1899, Ningbo - 6 de febrero de 1986) fue un jurista y autor chino. Escribió obras en chino, inglés, francés y alemán sobre espiritualidad cristiana, literatura china (incluida una traducción del Tao Te Ching ) y temas legales.

## Biografía
Se graduó en la Facultad de Derecho de la Universidad de Míchigan, fue el autor principal de la constitución de la República de China.  Mantuvo correspondencia con el juez de la Corte Suprema de los EE. UU., Oliver Wendell Holmes Jr., y luego produjo un trabajo académico que examina el pensamiento legal de Holmes. Anteriormente metodista, se convirtió al catolicismo después de leer la biografía de Teresa de Lisieux.
Wu fue asesor en la delegación china en la Conferencia de las Naciones Unidas sobre Organización Internacional de 1945 en San Francisco y se desempeñó como embajador de China ante el Vaticano en 1947-49. En 1957, Wu fue nombrado juez de la Corte Permanente de Arbitraje de La Haya. Después de la Revolución Comunista China, Wu trabajó como profesor en la Facultad de Derecho de la Universidad Seton Hall en Nueva Jersey hasta que se retiró a Taiwán en 1967.

## Obras
- Ensayos y estudios jurídicos (Shanghai, China: Commercial Press, 1928) (Shanghai, China: Commercial Press, 1933)
- Algunas cartas inéditas de la justicia Holmes ([Shanghai, China]: sn, 1935)
- El arte del derecho y otros ensayos jurídicos y literarios (Shanghai: Commercial Press, 1936)
- Ensayos sobre jurisprudencia y filosofía jurídica ([Shanghai]: Facultad de Derecho de la Universidad de Soochow, 1938) (1981)
- La ciencia del amor : un estudio de las enseñanzas de Thérèse of Lisieux (Huntington, Indiana: Our Sunday Visitor Press, 1941) (Hong Kong: Catholic Truth Society, 1941)
- El juez Holmes al Doctor Wu: An Intimate Correspondence 1921-1932 (Nueva York: Central Book Co., 1947)
- Del confucianismo al catolicismo (Huntingdon, Indiana: Our Sunday Visitor Press, 1949)
- Beyond East and West (Nueva York: Sheed and Ward , 1951) (Taipei: Mei Ya Publications, 1951) (Nueva York: Sheed and Ward, 1952) (Taipei: Mei Ya Publications, 1969) (Beijing: She hui ke xue wen xian chu ban ella, 2002)
- The Interior Carmel: The Threefold Way of Love (Londres: Sheed & Ward, 1954) (Taipei, Taiwán: Librería Hwakang, 1975)
- Fountain of Justice: A Study in Natural Law (Nueva York; Sheed y Ward, 1955) (Londres: Sheed y Ward, 1959) (Taipei: Mei Ya Publications, 1971)
- Justice Holmes: A New Estimate (Filadelfia: Sociedad de Abogados Brandeis, 1957)
- Casos y materiales sobre jurisprudencia (St. Paul, Minnesota: West Publishing Co., 1958)
- Humanismo chino y espiritualidad cristiana (Jamaica, Nueva York: St. John's University Press, 1965)
- Sun Yat-sen: El hombre y sus ideas (Taipei: Publicado para la Fundación Cultural Sun Yat-sen por la Prensa Comercial, 1971)
- Las cuatro estaciones de la poesía T`ang (Rutland, Vermont: CE Tuttle Co., 1972) ISBN  978-0-8048-0197-3
- Zhongguo zhe hsuëh [filosofía china] (Taipei, Taiwán: Academia de China, 1974)
- The Golden Age of Zen (Taipei, Taiwán: United Publishing Center, 1975) (Taipei: Hua kang ch`u pan yu hsien kung ssu / tsung ching hsiao Hua kang shu ch`eng, 1975) (Nueva York: Doubleday , 1996. ISBN  978-0-385-47993-6 )
- Tao Teh Ching (traducción) (Nueva York: St. John's University Press, 1961) [Dao teh jing (Nueva York: Barnes & Noble, 1997)] (Boston: Shambhala, 2003)
- "Filosofía jurídica y política china", [págs. 213-237] en The Chinese Mind: Essentials of Chinese Philosophy and Culture, ed. Charles A. Moore (Honolulu: East-West Center Press, 1967)